# Bauska (novads 2009–2021)
Bauska (łot.: Bauskas novads) – jeden z łotewskich novadsów, funkcjonujący w latach 2009–2021.

## Historia
Novads powstało na terenach należących przed 2009 do rejonu Bauska.
W skład novadsu wchodziło miasto Bauska oraz osiem pagastsów: Brunava, Ceraukste, Code, Dāviņi, Gailīši, Īslīce, Mežotne i Vecsaule. Jego stolicą zostało miasto Bauska.
Zlikwidowany w ramach reformy administracyjnej 30 czerwca 2021. Wszedł w całości w skład nowego, większego novadsu Bauska.